# Bistum Altoona-Johnstown
Das in den USA gelegene Bistum Altoona-Johnstown (lat.: Dioecesis Altunensis-Johnstoniensis) wurde am 30. Mai 1901 aus Gebieten der Bistümer Pittsburgh und Harrisburg als Bistum Altoona errichtet und gehört als Suffraganbistum der Kirchenprovinz Philadelphia an.
1950 noch 135.377 Katholiken (21,9 % der Gesamtbevölkerung) in 111 Pfarreien mit 132 Diözesanpriestern, 99 Ordenspriestern und 73 Ordensschwestern zählend, änderte das Bistum am 9. Oktober 1957 seinen Namen in die heutige Form ab. Bis 2002 umfasste das 17.279 km² große Bistum 112.426 Katholiken (17,4 %) in 100 Pfarreien mit 143 Diözesanpriestern, 62 Ordenspriestern, 29 Diakonen und 87 Ordensschwestern.
Es umfasst heute die Gebiete von Bedford, Blair, Cambria, Centre, Clinton, Fulton, Huntingdon und Somerset County.

## Bischöfe
- Eugene Augustine Garvey (1901–1920)
- John Joseph McCort (1920–1936)
- Richard Thomas Guilfoyle (1936–1957)
- Howard Joseph Carroll (1957–1960)
- Joseph Carroll McCormick (1960–1966, dann Bischof von Scranton)
- James John Hogan (1966–1986)
- Joseph Victor Adamec (1987–2011)
- Mark Bartchak (seit 2011)